# Vidanovci
Vidanovci so naselje v Občini Ljutomer.